# Biblioteka Ordynacji Zamojskiej w Warszawie

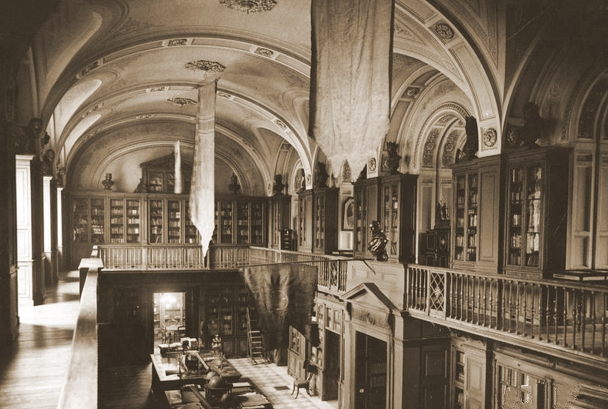
Sala główna biblioteki w 1932 r.

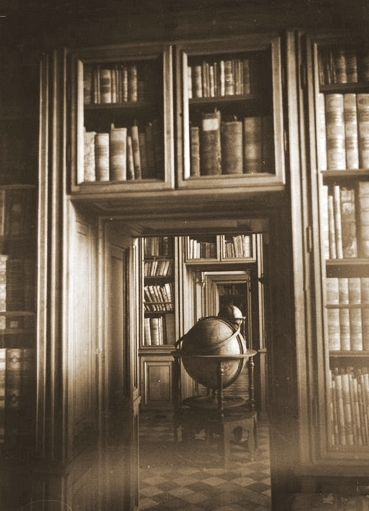
Sala zbiorów

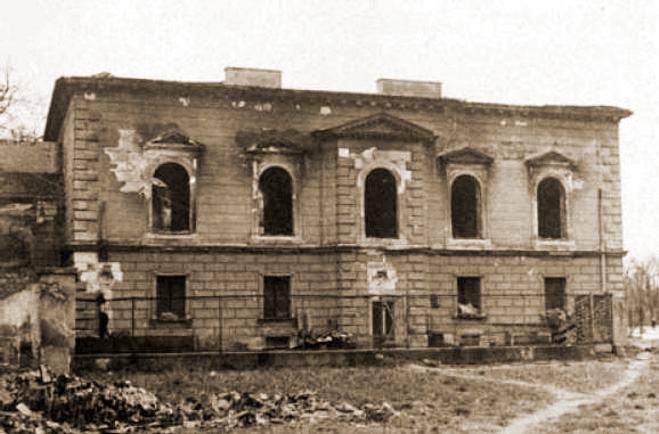
Wypalony pawilon Biblioteki 1945

Biblioteka Ordynacji Zamojskiej (BOZ) – biblioteka istniejąca w latach 1811–1944 w pałacu Błękitnym w Warszawie. Jej twórcą był ordynat Stanisław Kostka Zamoyski. Została częściowo zniszczona 25 września 1939 r. podczas pożaru pałacu po bombardowaniu w czasie obrony Warszawy. Po celowym podpaleniu przez Niemców 8 września 1944 r. w czasie powstania warszawskiego uległa niemal całkowitemu zniszczeniu. Z całego księgozbioru uratowało się ok. 1800 woluminów. Ostatni ordynat, Jan Tomasz Zamoyski, przekazał po II wojnie światowej ocalały fragment BOZ w wieczysty depozyt Bibliotece Narodowej.

## Historia
Biblioteka została utworzona przez ordynata Stanisława Kostkę Zamoyskiego ze zbiorów bibliotek: zamkowej (pałacowej) (do której po zamknięciu w 1784 r. Akademii Zamojskiej weszła większość biblioteki Akademii), biblioteki Aleksandra Zamoyskiego, biblioteki kanclerza Andrzeja Zamoyskiego, biblioteki samego Stanisława Zamoyskiego (część pozostała w pałacu w Klemensowie). Nowy gmach biblioteki (pawilon pałacu) wybudowano w 1868 r. w czasie przebudowy (1866–1868) Pałacu Błękitnego w stylu neorenesansowym według projektu Juliana Ankiewicza. Ostatecznie Bibliotekę Ordynacji Zamojskiej otwarto dla publiczności w nowym gmachu w Warszawie 19 marca 1868.
Bibliotekarzami byli między innymi: Józef Przyborowski, Tadeusz Korzon, Jadwiga Korzonowa, Stefan Żeromski i Ludwik Kolankowski (ostatni dyrektor Biblioteki). Czytelnia liczyła 48 miejsc, piwnice wzmocniono stropami ognioodpornymi.
Biblioteka liczyła w 1939 roku ok. 120 000 woluminów. Zbiory artystyczne zgromadzone w Pałacu Błękitnym uległy niemal całkowitej zagładzie 25 września 1939. Zniszczone zostały kolekcje: medali i monet, militariów, rzeźby, szkła i ceramiki, oraz licząca 400 obrazów i miniatur kolekcja malarstwa. Zniszczeniu uległy też pamiątki rodzinne i historyczne, z których pozostały jedynie pojedyncze obiekty. Z zasobów biblioteki, według oceny ostatniego bibliotekarza, prof. Ludwika Kolankowskiego, zniszczeniu uległo wówczas ok. 50 000 dzieł. Ocalała główna sala biblioteczna wraz z dziesięcioma bocznymi gabinetami i wszystkie znajdujące się tam, według określenia Jana Tomasza Zamoyskiego, walory naukowo-kulturalne.
W okresie okupacji niemieckiej pałac pozostawał w posiadaniu ordynacji, przeprowadzono doraźne remonty. Udało się częściowo uporządkować ocalałe zbiory, prowadzić prace katalogowe i stworzyć na terenie biblioteki tajną placówkę naukową.
W czasie powstania warszawskiego 8 września 1944 r. Niemcy celowo spalili Pałac Błękitny i zbiory biblioteki prawie całkowicie. Ocalało 1848 inkunabułów i druków z XVI wieku, zbiór 626 dokumentów – niemal kompletne archiwum Zamoyskich, korespondencja – kilkaset rękopisów historycznych i literackich. Był to przypadek – wejście do piwnicy bibliotecznej, w której je przechowywano, było od strony ogrodu pałacu i Niemcy, wypalający Pałac Błękitny, nie zauważyli go. Zostały one wywiezione zimą 1944 r. przez Niemców do Görbitsch, a następnie przez Armię Czerwoną do Moskwy, skąd powróciły do Polski w 1947.
Po 1944 r. ocalało ponad 1800 woluminów, czyli 1,5% całego zasobu (według innego źródła 3%, tj. 3 tys. ze 100 tys. jednostek), w tym najcenniejsze inkunabuły i druki szesnastowieczne (wiele unikatów) i duża część rękopisów. Znajdują się wśród nich: najstarszy i najważniejszy przekaz kroniki Galla Anonima z XIV w., jedyny autograf wiersza Jana Kochanowskiego (jeden z trzech w ogóle istniejących), statuty litewskie z XVI wieku, listy Erazma z Rotterdamu do Piotra Tomickiego, iluminowane kodeksy średniowieczne, w tym: Sakramentarz tyniecki z XI w. i renesansowe, jak: Złota legenda Jakuba de Voragine zdobiona we Włoszech w XV w., Sforziada i Kodeks arcybiskupów gnieźnieńskich. W zachowanych zbiorach znajduje się odpis mapy świata Klaudiusza Ptolemeusza z 1467 roku, Starożytności żydowskie i Wojna żydowska Józefa Flawiusza – jedyny w Polsce rękopis z kompletnym tekstem dzieł tego historyka, spisany w 1466 r. – i pierwsze tłumaczenie na język polski średniowiecznej biografii Aleksandra Macedońskiego (wydane w 1510 r.).
Biblioteka posiadała też znakomitą kolekcję atlasów renesansowych. Zachowała się największa część renesansowych księgozbiorów Zygmunta Augusta i Szymona Szymonowica. Ze zbiorów muzeum Ordynacji Zamojskiej zachowały się pamiątki po Tadeuszu Kościuszce i pióropusz z czako księcia Józefa Poniatowskiego. W 1967 w Nowym Jorku odnalazł się zaginiony w 1944 Kodeks supraski z XI w., należący do zbiorów BOZ, restytuowany w 1968 do Biblioteki Narodowej.
Obecnie Biblioteka Narodowa przechowuje 1769 dzieł w 1576 woluminach ocalałych starodruków (inkunabuły i druki z I połowy XVI w.); zachowane rękopisy przekazano do Archiwum Głównego Akt Dawnych (AGAD) i do Oddziału Rękopisów Biblioteki Narodowej. Rękopisy podzielono następująco: Archiwum Główne Akt Dawnych otrzymało zbiory dokumentów pergaminowych i akta pochodzące z Archiwum Zamoyskich i innych rodzin, w Bibliotece Narodowej złożono natomiast rękopisy z dawnej serii cymeliów i inne o charakterze literackim, zbiory typu silva rerum itp. Rękopisy BOZ, które ocalały i znajdują się w Bibliotece Narodowej, opracowane zostały w Inwentarzu Barbary Kocówny i Krystyny Muszyńskiej, wydanym w Warszawie w 1967.
Całość rękopisów pochodzących z dawnej Biblioteki Ordynacji Zamojskiej, znajdujących się w Archiwum Głównym Akt Dawnych, nosi nazwę Archiwum Zamoyskich.
W 2005 roku, w czterechsetną rocznicę śmierci Jana Zamoyskiego, założyciela Ordynacji Zamojskiej, w Pałacu Rzeczypospolitej w Warszawie zaprezentowano pierwszą w dziejach wystawę poświęconą historii Biblioteki Ordynacji Zamojskiej, na której zaprezentowano ponad 200 ocalałych z dziedzictwa Biblioteki eksponatów.